# 李祎 (隋朝)
李祎（?—?），隋朝人，唐太祖李虎的第六子，唐高祖李渊的六叔，李祎在隋朝官居上仪同三司。生六子。李渊建立唐朝，武德年间，追封李祎为郇王。其子李叔良有孙子李思训，亦即盛唐時期當朝大臣李林甫的叔叔。

## 子孙
- 李伯良，武陵郡王
- 李叔良，长平肃王
  - 李孝协，郇国公
    - 李思慎
    - 李思言，骁骑尉
    - 李思泰
    - 李思本
    - 李思庄
      - 李建成，宣州士曹参军
      - 李进成，海州司仓参军
      - 李遂成，文水县令
      - 李超成，太子仆
        - 李澄真，寿州刺史、左散骑常侍、许州长史，赠太子仆
          - 李文昌
          - 李文通，检校右散骑常侍、兼御史大夫、寿州刺史，赠兵部尚书
            - 李存穆，佐鄜州，除校书郎
            - 李权，御史大夫、汾州长史
            - 李存质
            - 李业，天平军节度使、检校兵部尚书，赠尚书右仆射
              - 李钧，鄠县令
                - 李梦龟，乡贡进士
                - 李招儿，女

            - 李存实，膳部员外郎、扬州左司马
            - 李眈，字遐威，乡贡进士
              - 二女：辛辛，迎儿

            - 李槚，侍御史
              - 李某，出嗣李眈

      - 李高卿

    - 李思正
    - 李思忠，袭郇国公、婺州刺史

  - 李孝斌，华阳、陇西郡公、原州长史，赠宁州刺史
    - 李思训，云麾将军、左武卫大将军、彭国昭公
      - 李沐道，左卫郎将
        - 李顺矩，字小奴，白水县尉

      - 李福道，魏州别驾
      - 李复道，仪王府司马
      - 李昭道，太原府仓曹参军、直集贤院

    - 李思诲，字瑾，扬州参军
      - 李林甫，相玄宗
        - 李岫，将作监
          - 李泛
          - 李浪

        - 李崿，司储郎
        - 李嶼，太常少卿
        - 李崒，武功县令
        - 李㟶，符宝郎
          - 李弘澤，字德潤，宗正卿
            - 李仁之，汴州参军
            - 李昌圖
            - 李損之，虢州參軍
            - 李大雅，常熟尉

        - 李氏，嫁张博济
        - 李氏，嫁郑平
        - 李氏，嫁杜位
        - 李氏，嫁齐宣
        - 李氏，嫁元捴
        - 李腾空，出家为道，道号女真

      - 李林宗，字直木，太常卿
        - 李嵪，河东县令，赠兵部郎中
          - 李遥，右卫率府兵曹参军

      - 李林放，吏部郎中
        - 李峰

    - 李思谌，赠杭州司马
      - 李励己，将武军行右位押右厢引驾仗、上邽县开国男
        - 李演
        - 李沔
- 李仲良，中山郡王
- 李季良
- 李德良，新兴郡王
  - 李仁裕，西阳郡公
    - 李晋，雍州长史，713年卷入太平公主谋反事件被诛，子孙被改为厉姓
    - 李及，高宗时为朝議郎、行东宫左司御率府仓曹参军，武周时为果州南充县令
      - 李希赡[1]

  - 李仁敬，蓼国公
  - 李仁方，都水使者
  - 李仁则，坊州刺史
    - 李处嶷，均州司马
      - 李知新，青州长史
        - 李澄，汴州参军
        - 李洽，汝州参军
- 李幼良，长乐郡王
  - 李矩，上党孝公
  - 李孝则，淄州司马
    - 李昭
    - 李琇

有后裔夏州节度使李定：
- 李定
  - 李珫，宗正少卿
    - 李光赞，贝冀观察判官、兵部郎中，赠左谏议大夫
      - 李若拙，字藏用，左谏议大夫、陇西县开国男，赠司空
        - 李绎，字从之，右谏议大夫，赠兵部尚书
          - 李庠，字彭年，水部员外郎
            - 李焘

        - 李缅
        - 李缜
        - 李绶
        - 李緫
        - 李绰